# Simó IV de Montfort
Simó IV de Montfort (1150 – Tolosa, 25 de juny de 1218) fou un noble francès, baró de Montfort i comte de Leicester. Va ser el principal protagonista de la croada contra els càtars i conquerí el vescomtat de Carcassona, el vescomtat de Besiers, el vescomtat d'Albi i el comtat de Tolosa.

## Biografia

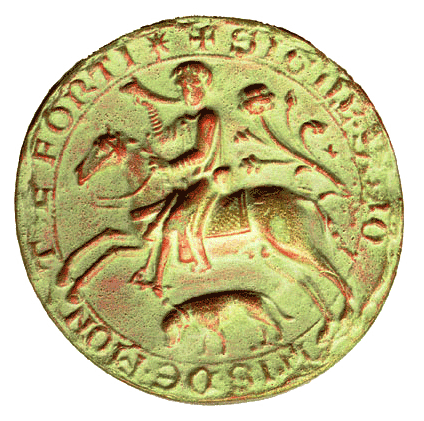
Segell de Simó IV de Montfort

En comparació amb el duc de Borgonya o el comte de Nevers, el nou cabdill de la croada era un petit senyor de l'Illa de França. Però, a les fronteres del reialme francès, els Montfort ocupaven un lloc preponderant, ja que per les seves senyories d'Espernon i de Montfort dominaven la ruta de Chartres a París, i els reis de França es preocupaven de la seva actitud. La seva història, com la de tots els senyors normands de la regió fronterera, havia estat una oscil·lació perpètua entre dos sobirans: el rei de França, sobirà mediat, i el rei d'Anglaterra, duc de Normandia, sobirà immediat.
Així, quan el 1181 morí Simó III de Montfort, els seus fills seguiren camins diferents. El primogènit, Amaurí, fill d'un primer casament, traspassà el seu comtat d'Évreux al rei Felip August i esdevingué anglès després d'haver esposat l'hereva del comtat de Gloucester. Els altres dos fills, Simó i Guiu, fruit del matrimoni amb Amicia de Leicester, optaren per romandre a França. Segons el costum francès, Guiu, el més jove d'ambdós, no tingué cap heretatge fora del castell de Bretencourt, mentre que Simó IV, el de la croada, rebé tots els altres dominis dels Montfort. Abans ja havia heretat de la seva mare el comtat de Leicester, però no havia pogut prendre'n possessió, car el rei anglès l'havia confiscat en represàlies contra el rei de França, que s'havia apoderat dels dominis que els senyors anglesos posseïen en terres normandes.
El 1194, Simó de Montfort fou al costat de Felip August en el combat que es lliurà a Amaule contra Ricard Cor de Lleó, i el 1202 el rei de França el cridà al seu costat perquè fos el seu conseller. Pel seu casament el 1190 amb Alícia, filla de Bouchard V de Montmorency i de Lluïsa d'Hainau, ja havia entrat definitivament a la casa reial. I més tard el seu cunyat, Mateu II de Montmorency, esdevindria conestable del rei de França.(¹)

## Matrimoni i descendents

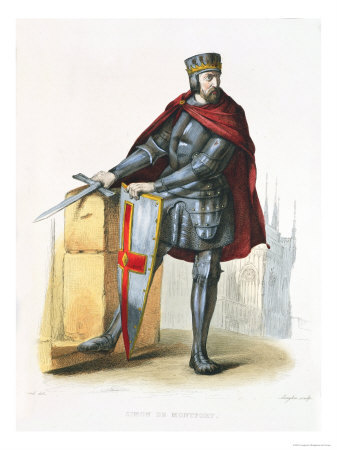
Simó de Montfort. Il·lustració de 1835

El 1190 es casà amb Alícia de Montmorency, filla de Bouchard V de Montmorency. D'aquest matrimoni nasqueren:
- Amaurí IV de Montfort, que heretà els estats francesos i occitans.
- Simó V de Montfort, que heretà els estats anglesos i marxà a Anglaterra, on adquirí importància política durant el regnat d'Enric III d'Anglaterra.
- Guiu de Montfort, que es casà amb Peronella de Bigorra el 6 de novembre del 1216 i morí al setge de Castellnou d'Arri el 20 de juliol del 1220.
- Robert de Montfort, mort fadrí després del 1226.
- Peronella de Montfort, religiosa de l'abadia de Sant Antoni dels Camps.
- Amícia de Montfort, esposa de Gaucher II de Joigny, i senescal del Nivernès.
- Laura de Montfort, muller de Gerard II, senyor de Picquigny i d'Amiens.

## Caràcter de Simó IV de Montfort
Per moltes raons, Simó IV de Montfort s'assemblava als primers reis de França de la dinastia dels Capet. Proporcionalment, el seu senyoriu era tan reduït com el d'ells; també, sabia imposar als seus súbdits una disciplina forta, un ordre rigorós i una administració sense contemplacions. Els cronistes de l'època i historiadors moderns ens presenten Simó de Montfort com ben dotat per a l'estratègia militar, obsedit per manifestar el seu catolicisme fins al punt d'ordenar celebrar missa de campanya abans d'entrar en combat, per molt urgent que fos la situació, i sobretot, home despietat i sanguinari.
«La seva crueltat, aplicada tant en el tracte als presoners com en el camp de batalla, es fa palesa en les terribles mutilacions, en l'esquarterament en viu, en el trinxament de cossos... La presència documentada del dirigent de la croada en cada un dels "espectacles" horripilants que organitzava és una dada més a afegir.»
Un dels episodis més cruels de la croada es donà a la ciutat de Bram, on, després de rendir-la, Montfort mana deixar cecs i manxols a més de cent dels seus habitants,
als quals manà tallar també orelles, nas i llavis, menys a un, al qui deixà un ull, per tal que pogués guiar els altres fins a Cabaret, que pensava assetjar. Tot allò amb propòsit de desmoralitzar els seus habitants.
Per contra, les cròniques franceses de l'època es desfan en lloances del seu coratge i de la seva fe. Quan el 1202, en ocasió de la quarta croada, prengué la creu amb el seu germà Guiu, el seu exemple arrossegà moltes més adhesions. Aquesta croada tenia la finalitat d'atacar Egipte, especialment el Caire.

## La quarta croada
El 1199, s'uní a la companyia de Teobald III de Xampanya per prendre part en la Quarta Croada promulgada pel papa Innocenci III. La mort de Teobald primer, i els problemes de finançament després, forçaren tot un seguit de canvi de plans que desembocà el 1202 en l'atac al port catòlic de Zara, per tal de compensar la República de Venècia. La ciutat, Zara, situada a la Dalmàcia, s'havia rebel·lat contra la República de Venècia el 1181, i el 1202 estava sota la protecció del rei d'Hongria Imre I, que també era catòlic.
Davant d'aquestes notícies, el papa Innocenci III escrigué als líders de la croada condemnant aquest canvi de plans i amenaçant-los d'excomunicar-los. Així mateix, Simó de Montfort decidí retirar el seu contingent i no participar en una expedició militar contra un altre territori catòlic.

## La croada contra els càtars
Posteriorment va encapçalar la croada albigesa contra els senyors feudals occitans que donaven protecció als càtars, una heretgia cristiana que s'havia estès a Occident des de Bòsnia, amb arrels en el maniqueisme zoroastrista originari de l'Iran, i que tenia com a antecedent directe la secta creada per Bogomil a Bulgària.
A tal fi, va ser nomenat vescomte de Carcassona i Besiers el 1210, després de les victòries al setge de Besiers, Carcassona i Castellnou d'Arri, prenent d'aquesta manera els títols dels excomunicats Ramon Roger Trencavell i del comtat de Tolosa de Ramon VI de Tolosa des de la seva victòria en la batalla de Muret, en què morí el rei Pere II d'Aragó "el Catòlic".
Simó de Montfort va entrar a Tolosa i va instal·lar el seu quarter general al castell Narbonès. Anava acompanyat del nou legat papal Pere de Benevento, i de l'infant Lluís, fill de Felip II August de França, fet que es va interpretar com un canvi d'intencions de la monarquia franca, que ara decidia implicar-se en la croada. El novembre de 1215 tingué lloc el quart concili de Laterà, en què es va reconèixer Simó de Montfort com a comte de Tolosa, i en què ell mateix va justificar les massacres de la població local. Ramon VI de Tolosa, exiliat a Catalunya després de Muret, fou lògicament desposseït de tots els seus béns i títols.
El 1216, esclatà al Llenguadoc una revolta dirigida per Ramon el Jove –el futur Ramon VII de Tolosa-, que va guanyar el setge de Beaucaire, la primera victòria occitana. A la fi de l'any 1217, després de guanyar la batalla de Salvetat amb un exèrcit català i occità format al Pallars, comandat per Ramon VI de Tolosa, Tolosa va obrir-li les portes el 13 de setembre, i els croats ràpidament la posaren en setge i la van recuperar després de vuit mesos, el juny de 1218, i durant el qual va morir el mateix Montfort.

## Iconografia de Simó de Montfort

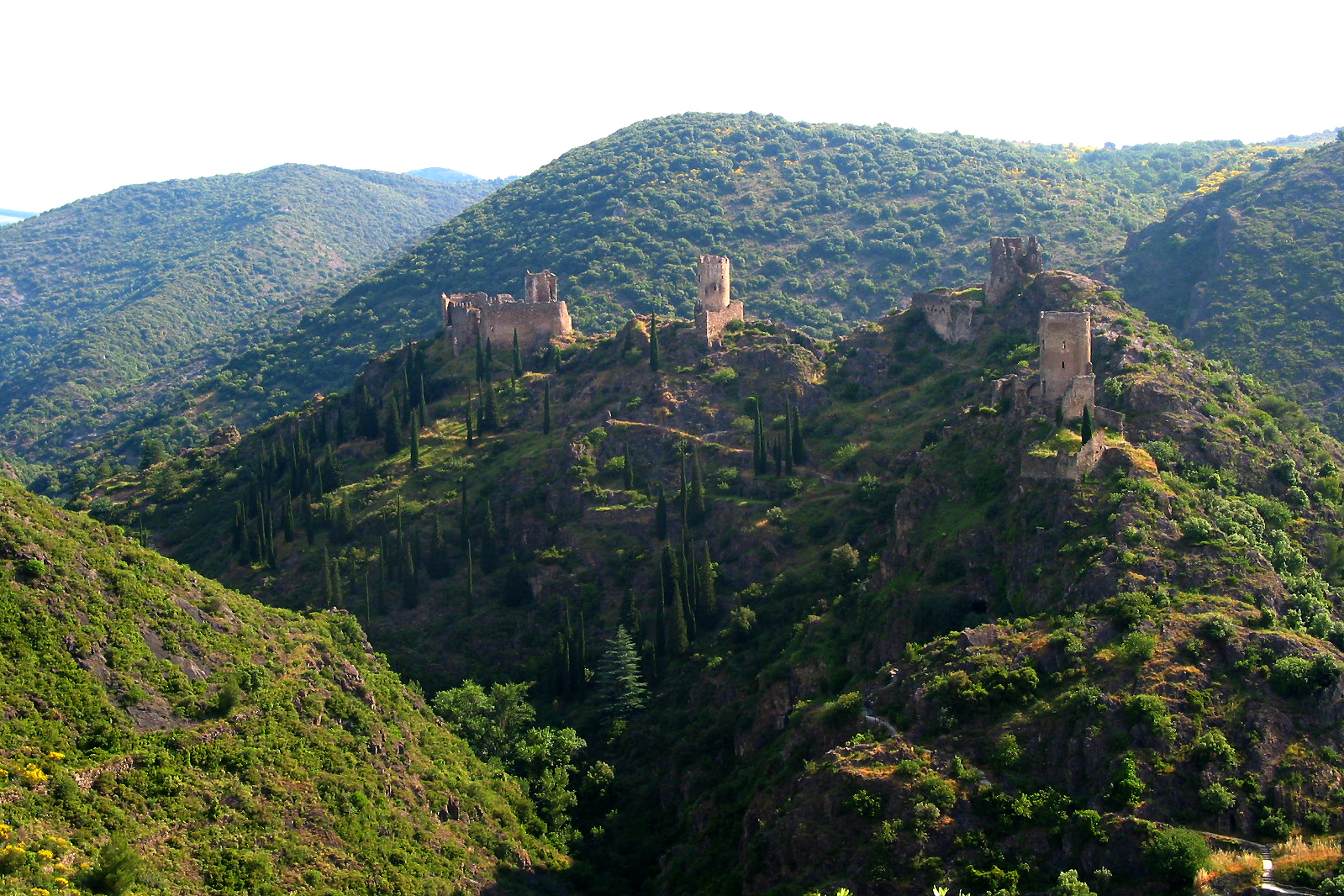
Castell de Lastours, un dels baluards més ferms que va vèncer Simó de Montfort

La iconografia contemporània de Simó de Montfort no és gaire abundant. Això no obstant, posseïm alguns elements prou precisos que ens dissenyen les faccions i la silueta de l'heroi de la croada. S'ha conservat un document preciós de l'any 1217, el segell comtal de Simó de Montfort, dissortadament molt fragmentat, ja que només en resta el tros superior dret. Aquest segell ens dona una imatge fidel del conqueridor, assegut, el cap descobert, vestit a la romana, l'espasa a la mà dreta i col·locada transversalment damunt els genolls; es veu com l'agafa molt fort, aquesta espasa, i amb una actitud d'atleta; al costat dret del pit porta la creu de la guerra santa. El representen afaitat, els ulls tancats, els cabells una mica llargs tapant-li els polsos; la fesomia és dura, quasi enigmàtica, el front ample, les comissures dels llavis estirades, la barba tirada cap endavant, senyal de voluntat i de tenacitat. És el retrat de l'home que coneix la seva força.
Una altra semblança de Simó de Montfort ha estat traçada sobre una llosa conservada a la basílica de Sant Nazari de Carcassona. El presenta revestit amb una sobrevesta que recobreix la cota de malles i que li baixa als genolls; una mena de túnica de tela destinada a preservar del sol i de la pluja el metall de l'asberc, i fins i tot a crear un obstacle flotant contra les fletxes i els cairells. Aquesta tela va adornada amb moltes creus de Llenguadoc i molts lleons, emblema dels Montfort. Les cames van protegides per unes calces de malles; la caputxa de malles li tapa la barba, les orelles i tot el crani; les mans porten guants de malles i estan en actitud de resar. El cinturó, el porta baix, i el baldric de cuir aguanta l'espasa sobre el costat; aquesta arma, guardada dins la beina de cuir clavetejat, és ampla, pesada. El cap de Montfort expressa gravetat i serenitat, el nas és llarg, i el dibuix de la boca representa una comissura dreta més acusada. Aquesta pedra ha estat treballada per l'artista amb un art innegable, i el conjunt és patètic amb la seva senzillesa i els detalls dels adorns.
Pere de Vaux-de-Cernay diu que, "si parlem de l'aspecte físic, tenia una estatura elevada, una cabellera remarcable, una cara elegant, un aspecte agradable, les espatlles sortides, el pit ample, el cos graciós, àgil i ferm en tots els seus moviments".
Ens podem imaginar així Simó de Montfort com una persona alta, massissa, d'aspecte orgullós; la cara rude, brunyida pel sol i el vent; l'expressió freda i impassible, la mirada blava, del blau pregon d'una gelera. La seva veu devia ser la d'un soldat que escampa el terror, devia tenir accents metàl·lics. Era un autoritari, ja que per la seva sang circulaven, amb l'aportació dels seus avantpassats, l'audàcia i les ganes de manar.

## Darrer tret de Simó

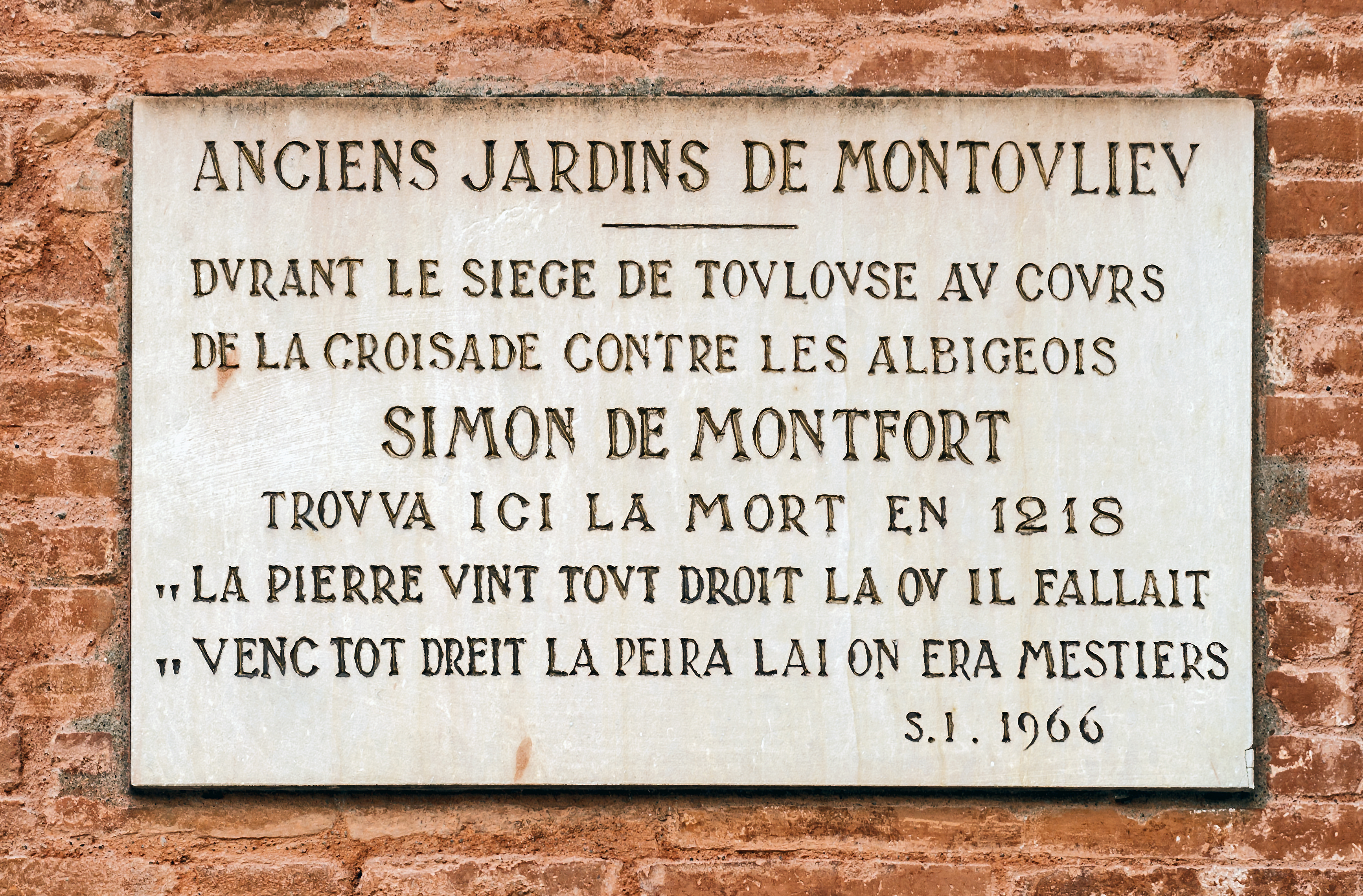
Placa commemorativa de la mort de Simó de Montfort

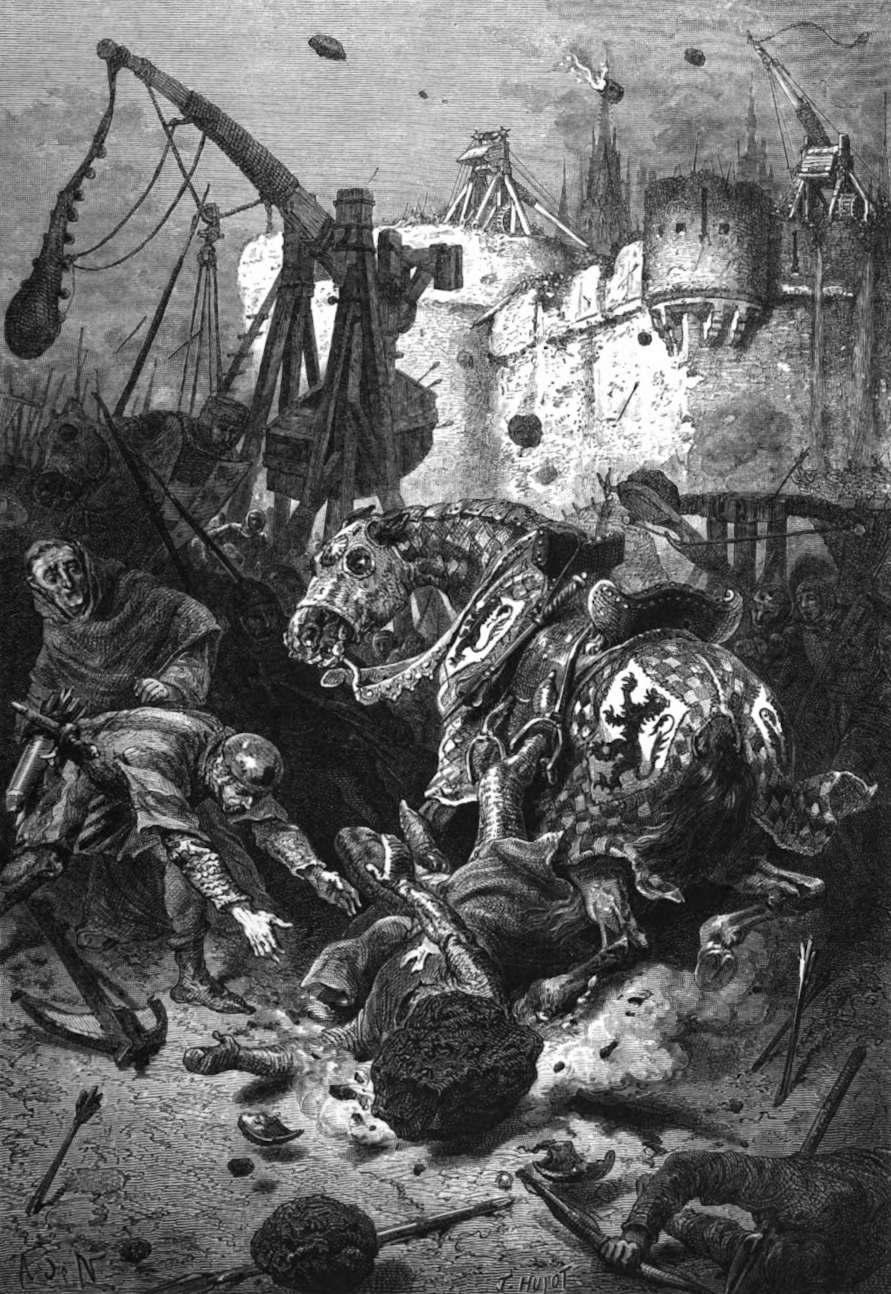
Mort de Simó de Montfort. Il·lustració de 1883

El darrer tret que determina el retrat moral d'aquest guerrer: Simó, en aquella època en què els grans senyors no predicaven amb l'exemple, era fidel a la seva muller. És clar que Alícia de Montmorency era una dona remarcable. Tots els contemporanis li reconeixen grans qualitats i celebren la seva energia. Ens la podem imaginar fàcilment com una d'aquestes dones nòrdiques, enèrgiques i volenteroses que de vegades hem admirat, sense comprendre-les. Tot ho feu, des de cavalcar distàncies enormes per portar tropes al seu marit fins a dirigir setges i fer-se forta contra l'agressor, o portar a la gropa del cavall, durant les retirades, pelegrins ferits en la batalla.
Animat d'una fe pregona, convençut de la santedat de la seva missió, Montfort es trobava en la plenitud de la seva vida i de les seves forces. Ignorava la son i menyspreava el perill; era un home de guerra, un militar nat. Al seu zel ferotge, acoblava un coratge sense límits i una ciència consumada de l'art militar del seu temps. Totes aquestes qualitats ja eren prou perquè Simó de Montfort fos designat pels croats per ser el seu cabdill, però roman versemblant que el seu amic, Guiu, abat de Vaux-de-Cernay, li hagués preparat el terreny prop del legat i dels grans barons.
Ferm en la defensa de la fe ortodoxa, segur de l'ajut diví, signà la seva primera acta de vescomte de Carcassona i de Besiers amb aquests termes: "Havent lliurat el Senyor entre les meves mans les terres dels heretges, poble infidel, pel ministeri dels croats, servidors seus, he acceptat amb humilitat i devoció aquest càrrec i aquesta administració, fiant-me al seu socors i davant les instàncies dels barons de la host, així com del senyor legat i dels prelats que l'assistien".(¹)
Finalment, Simó de Montfort va morir esclafat per una pedra en el setge de Tolosa, defensada per Ramon VI de Tolosa, que amb tropes autòctones havia reconquerit el patrimoni del seu pare. Ramon VI de Tolosa era fill del destronat Ramon V de Tolosa, vassall del rei Pere II d'Aragó.